# Heppenser Groden

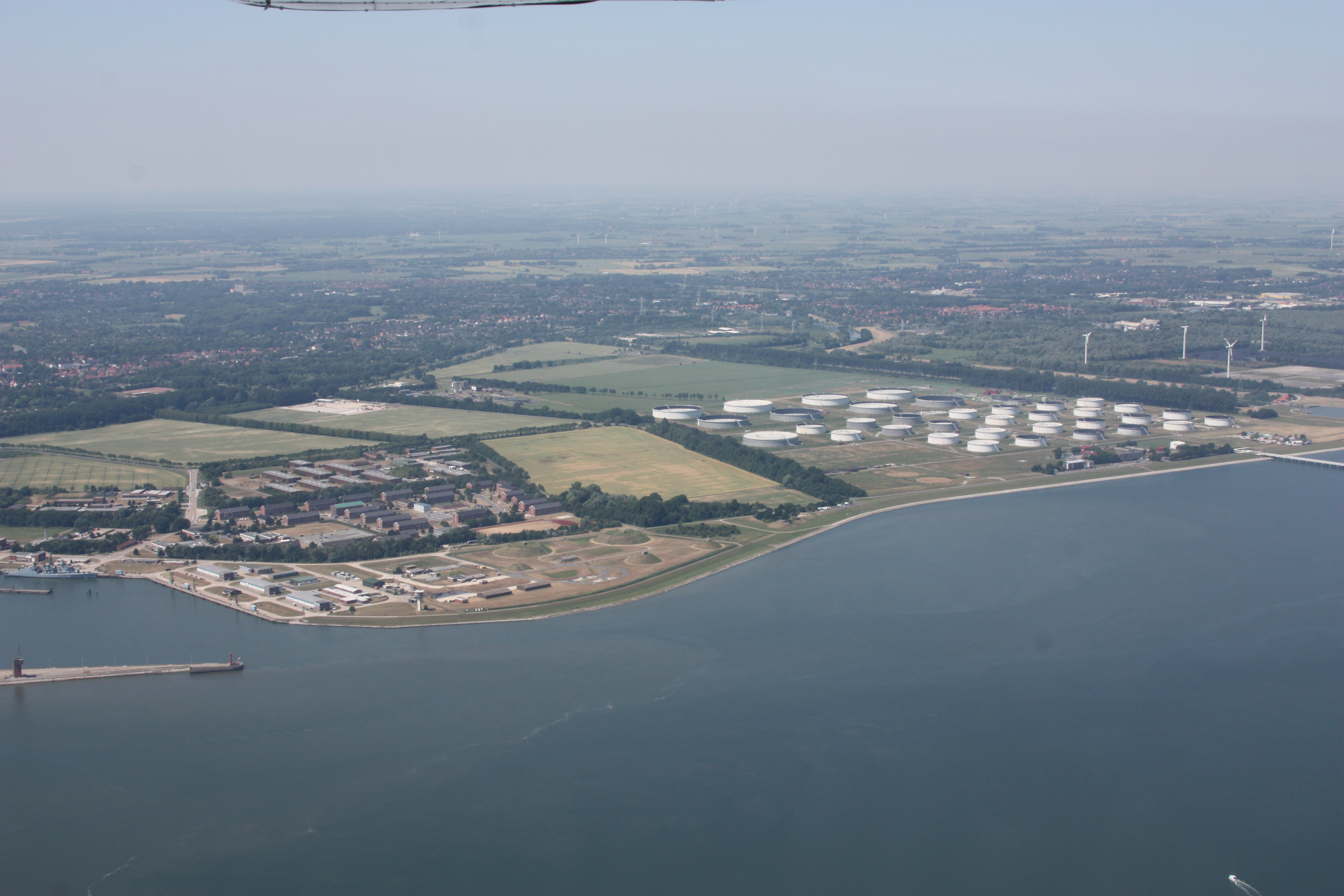
Der Heppenser Groden aus der Luft

Der Heppenser Groden ist ein Stadtteil von Wilhelmshaven in Niedersachsen. Der Stadtteil wird vom Marinestützpunkt Heppenser Groden und dem Tanklager der Nord-West Oelleitung (NWO) geprägt; daneben gibt es landwirtschaftlich genutzte Flächen und einen Gewerbebereich. Wohnbebauung ist hingegen nicht vorhanden, die Einwohnerzahl ergibt sich fast ausschließlich aus dem Marinestützpunkt.

## Geographie
Der Stadtteil grenzt im Westen am Friesendamm an die Stadtteile Heppens und Neuengroden, im Norden an der Straße Am Maadesiel an den Rüstersieler Groden, im Osten an den Jadebusen und im Süden unterhalb der Seeschleuse an den Innenhafen. Mit der Eindeichung des Grodens wurde 1938 begonnen. Der Rüstringer Berg mit der Erinnerungsstätte Seefrieden ist mit 13 m die höchste Erhebung von Wilhelmshaven. Auf dem Heppenser Groden existierte nach dem Zweiten Weltkrieg mit dem Entensee für einige Jahre eines der „vogelreichsten Biotope Nordwestdeutschlands“.

## Ansichten

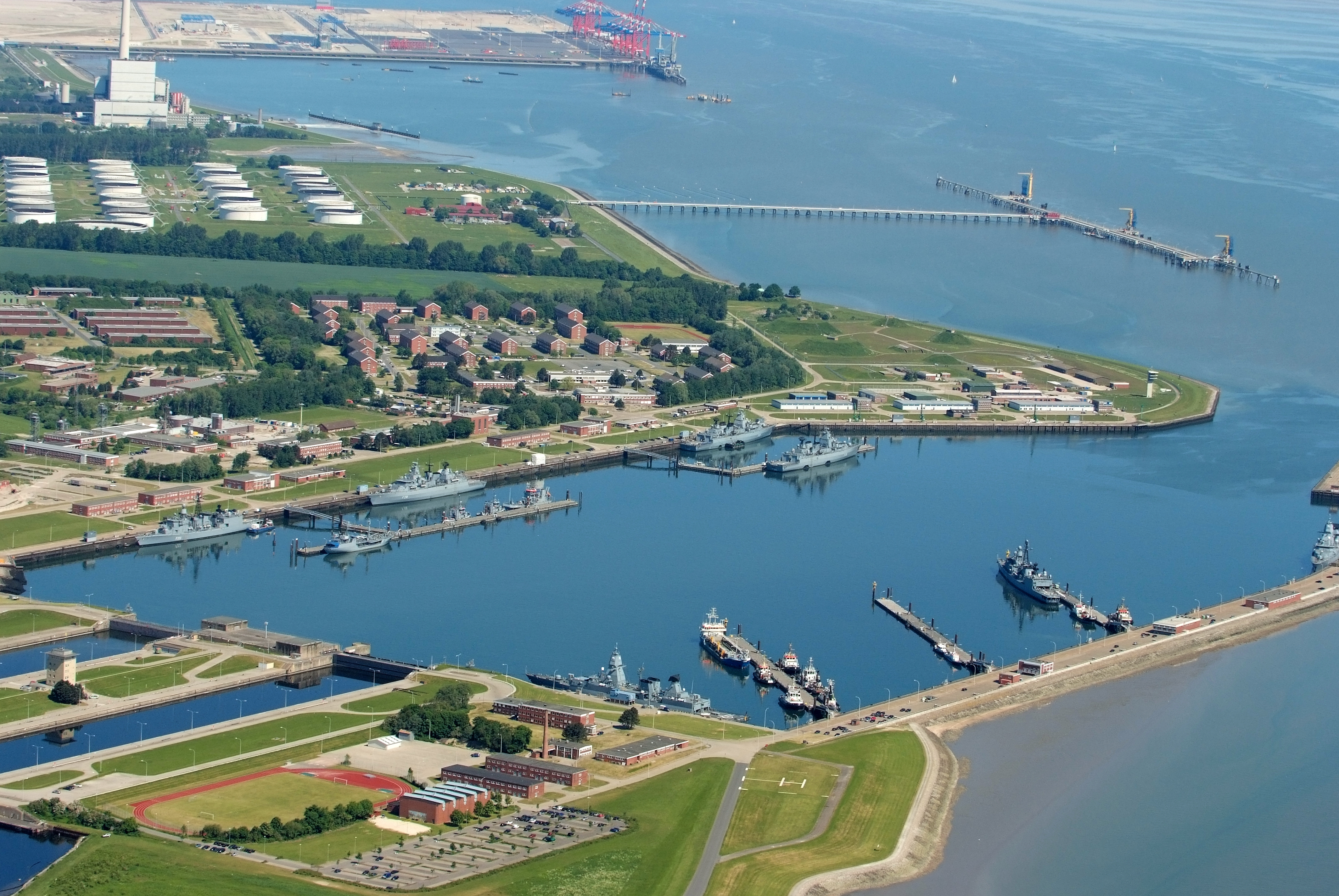
Luftbild mit Seeschleuse, Marinestützpunkt und Tanklager.
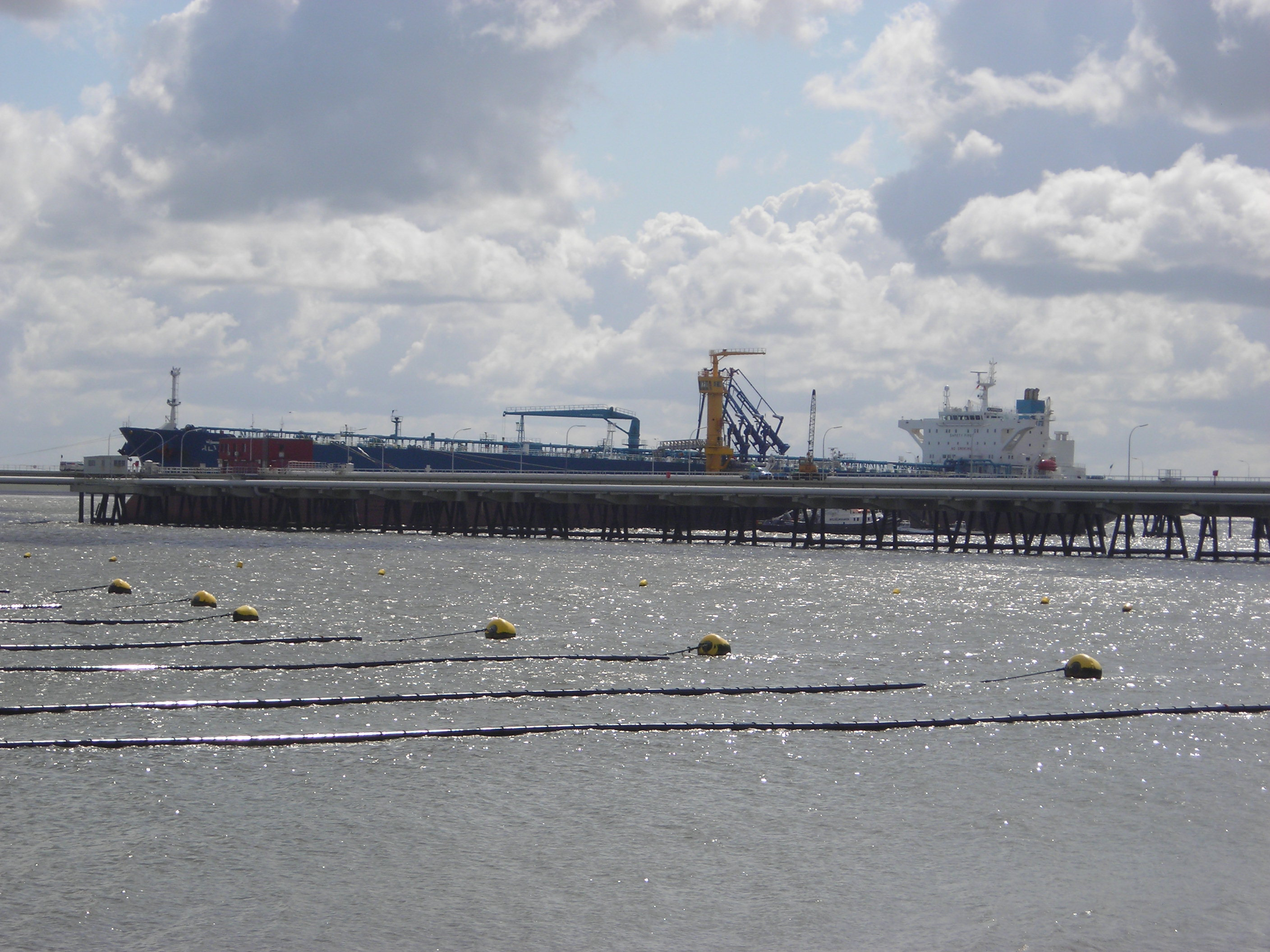
Öltanker an der Pier
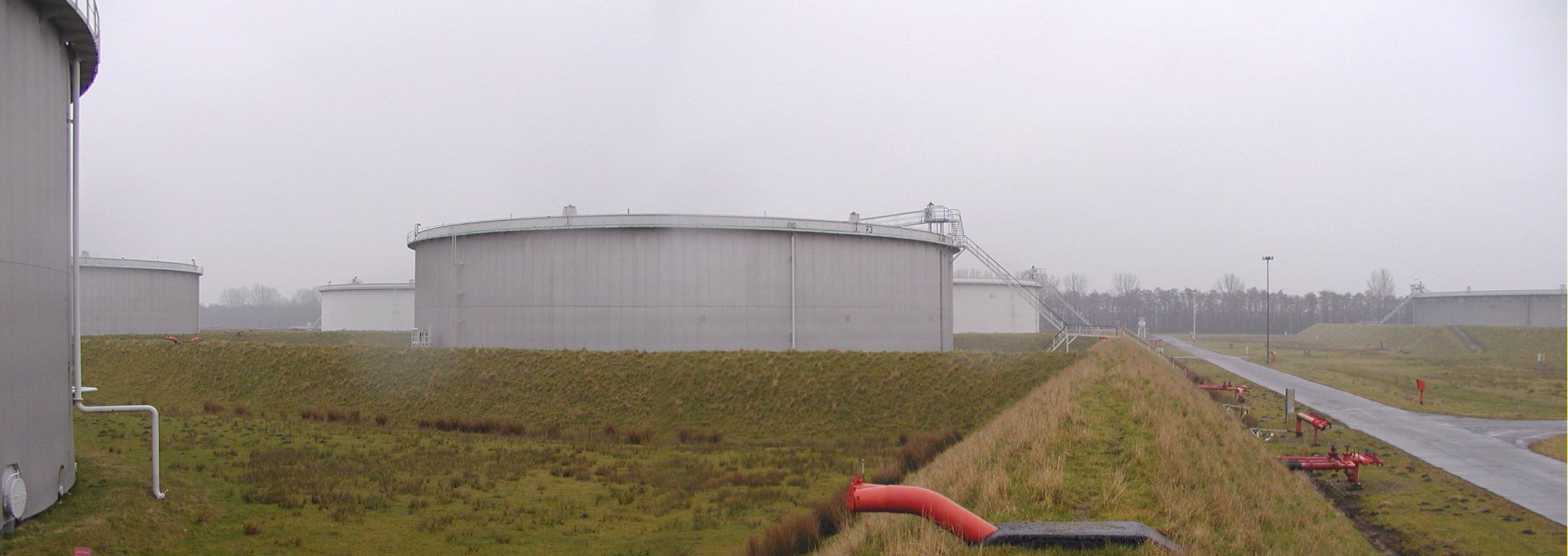
Tanklager der NWO
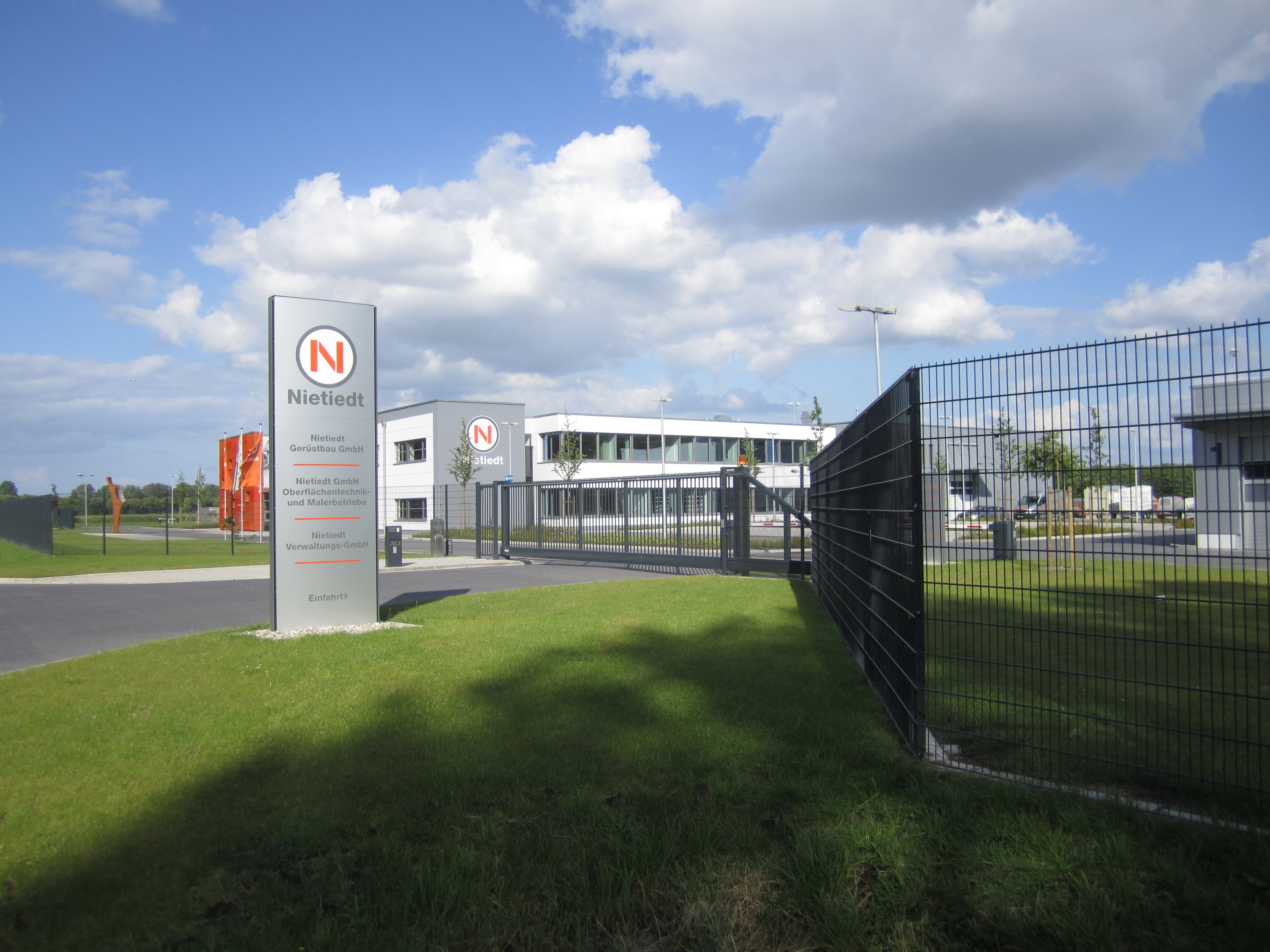
Zentrale der Nietiedt Gruppe
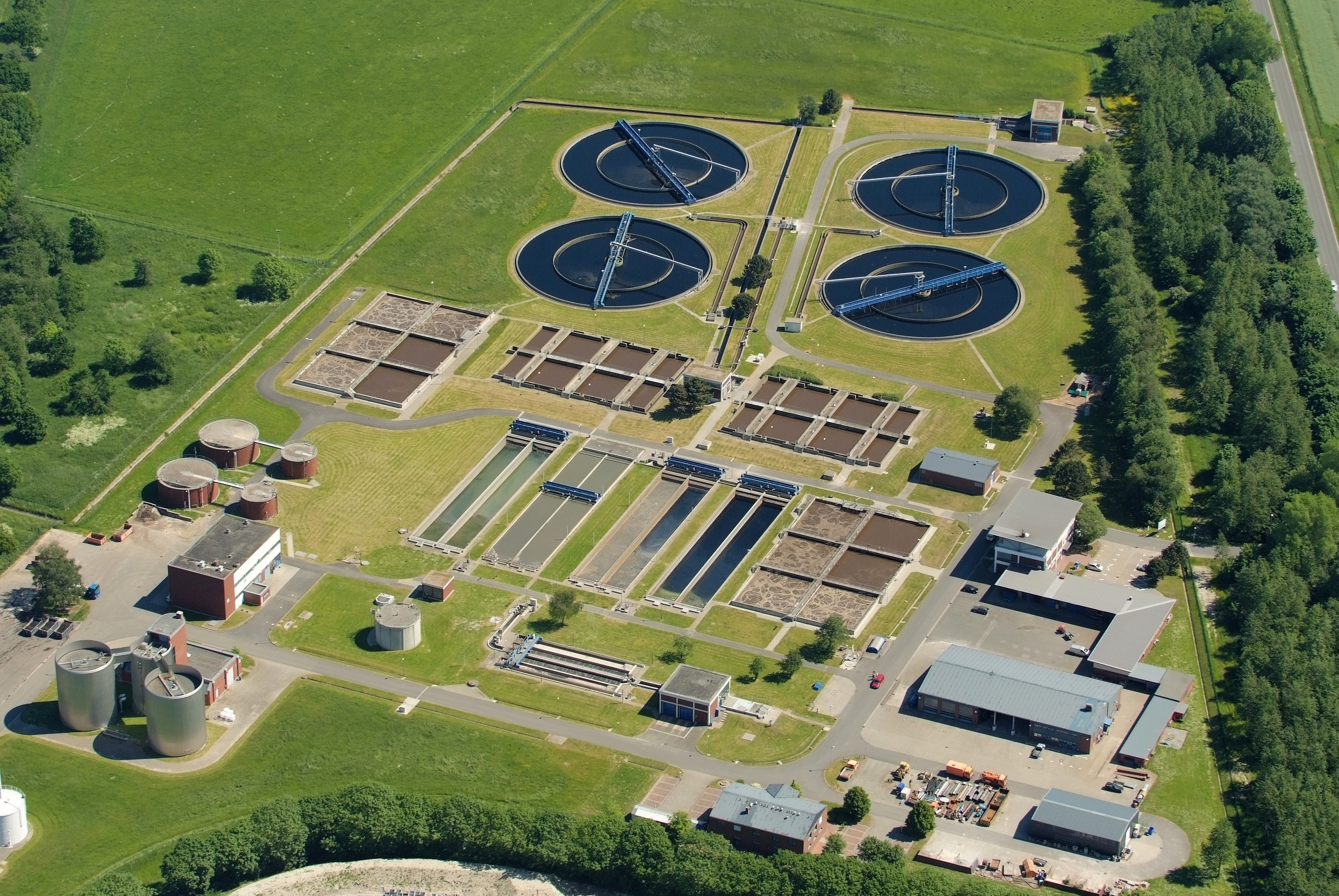
Kläranlage
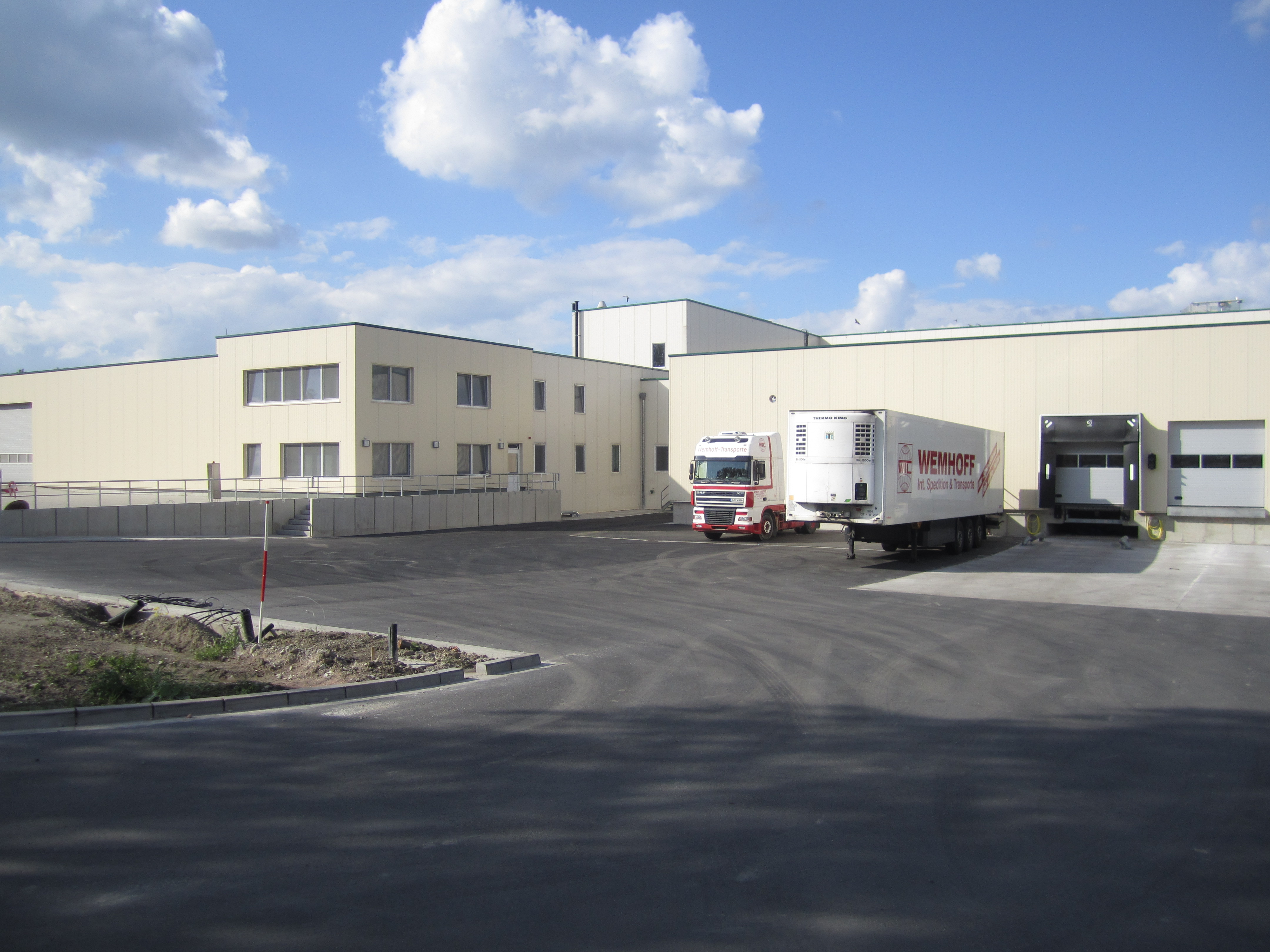
Jade-Schlachthof der Tönnies Holding